# خاطف الذباب شبه المطوق
خاطف الذباب شبه المطوق (الاسم العلمي: Ficedula  semitorquata) (بالإنجليزية: Semicollared  Flycatcher) هو طائر ينتمي إلى (فصيلة: Muscicapidae).

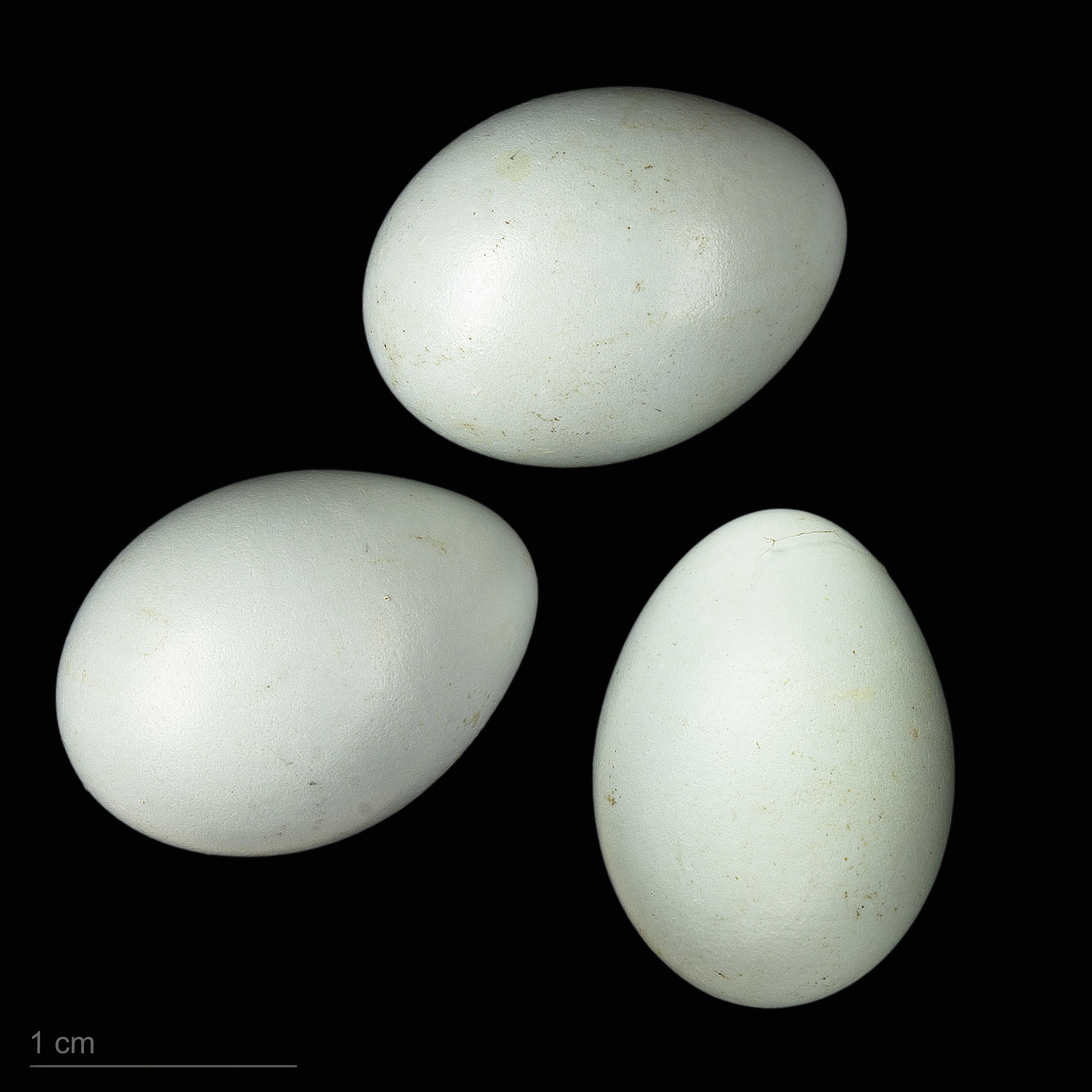
بيض خاطف الذباب شبه المطوق

خاطف الذباب المطوق من العصفوريات الصغيرة وينتمي لعائلة صائدة الذباب (العالم القديم)، وهو واحد من أربعة أنواع تعرف بصائدات الذبات السوداء والبيضاء. تعيش هذه الطيور في الركن الجنوبي الشرقي من أوروبا والشرق الأوسط وجنوب غرب آسيا. ويهاجر شتاءً إلى وسط وشرق أفريقيا. ويعتبر متشرداً نادراً في أوروبا الغربية. وقد كشفت دراسات التتبع باستخدام «محددات المواقع الجغرافية» أن الظروف الجوية خلال موسم الهجرة الربيعية لها تأثير كبير على هجرة خاطف الذباب وعلى قدرة الطيور البالغة منها على البقاء على قيد الحياة.